# Yolanda Mérida
Yolanda Noemí Alpuche Morales más conocida como Yolanda Mérida (Mérida, México; 20 de agosto de 1929 - Ciudad de México; 11 de abril de 2012) fue una actriz mexicana.

## Biografía y carrera
Originaria de Yucatán, fue hija de don Serafín Alpuche y doña Carmen Morales, tuvo un hermano, Edmundo, quien fue urólogo.
Realizó sus estudios en el colegio de monjas Anglo Español, al egresar estudió actuación con el maestro Seki Sano. Su primer trabajo como actriz fue en la puesta en escena Los empeños de una casa en el año 1951. Durante el transcurso de la década trabajó en teleteatros como Teatro Bon Soir, Fernando Soler y sus comediantes y Puertas al suspenso. 
Debutó en televisión en la década de los años 70, siendo la villana de la telenovela Mi hermana la Nena en la cual actuó en 1976. Uno de sus papeles más recordados fue de la malvada nana Ramona en la telenovela Los ricos también lloran de 1979. 
Trabajó en telenovelas como Bodas de odio, Pasión y poder, Balada por un amor, Valentina, Tres mujeres y Amor real, entre otras. 
Yolanda Mérida también fue una destacada actriz de doblaje, doblando a actrices como Bette Davis en All About Eve, Gloria Swanson en El ocaso de una vida y Katharine Hepburn en De repente en el verano, entre muchos otros trabajos.
Contrajo matrimonio con el español Manuel Pérez Ferreiro con quien procreó dos hijos: Mary Carmen y Manuel Alberto.
Su último trabajo como actriz fue en 2010 en la telenovela Cuando me enamoro interpretando a Manuela.
Falleció el 11 de abril de 2012 en el Hospital Ángeles Roma de Ciudad de México víctima de una tromboembolia múltiple. La ANDA dio un comunicado donde informaba el deceso de la actriz. Sus restos fueron velados en una de las capillas de la agencia funeraria Gayoso, ubicada en Félix Cuevas de la Colonia del Valle.Diversas personalidades del espectáculo como Odiseo Bichir, Yolanda Ventura, Luis Gatica y Aurora Clavel acudieron a darle un último adiós.Asimismo, la Conaculta también lamentó el deceso de la actriz, cuya presidenta Consuelo Sáizar Guerrero envió sus condolencias a los familiares de la actriz mediante Twitter.
En sus últimos años la actriz se desempeñaba como vocal vitalicia de la ANDA. Asimismo, fue la fundadora de la Estancia Infantil y el Jardín de Niños "Dolores del Río", perteneciente a la misma institución.

## Trayectoria
Yolanda Mérida logró conjuntar 61 años de sólida e ininterrumpida carrera artística en los medios. Ha sido reconocida en varias ocasiones como la actriz del año por la Asociación Mexicana de Críticos de Teatro (AMCT), ha recibido un sinnúmero de trofeos como la “CHOCA” que otorgó el Gobierno del Estado de Tabasco y la Medalla Yucatán en el año 1992, concedida por el Gobierno de la entidad, ambas por su destacada trayectoria artística. 
Realizó estudios de arte dramático en el Instituto Andrés Soler de la ANDA; Ballet Clásico y Contemporáneo Ana Mérida paralelamente a su preparación en canto con José Pierson.
Participó en fotonovelas y fue parte de la época de Oro de la XEW-AM participando en radionovelas y programas de aquellos años. Su voz la hizo primera actriz del doblaje mexicano, para artistas estadounidenses, inglesas e italianas: Isabel de Inglaterra, para la actriz británica Glenda Jackson y El Show de Carol Burneo. En ese momento, fue la primera vez que una actriz mexicana recibiera la invitación personal de su contraparte de Hollywood para presentarse en su programa. Prestó también su voz a Loreta Yong en su show, Barbara Stanwyck en Valle de pasiones, Linda Cristal en El Gran Chaparral. Su voz protagonizó la serie brasileña Yo, Claudio, así como innumerables series norteamericanas: Kojak, Mannix, Los Intocables y El Fugitivo. Sophia Loren, Gina Lollobrigida, Silvana Pampanini, Emma Penella, Aurora Bautista e Irene Papas se encuentran entre las actrices internacionales a quienes dobló en largometrajes. En comerciales su voz tradujo campañas de diversas marcas líderes, entre las que destaca varios comerciales de Colgate en la época de los años 80.

### Televisión
Fue pionera en la televisión mexicana como protagonista de la primera serie de la historia continuada de lunes a viernes, que no recibía aún el nombre de telenovela titulada El Amor Llama a su Puerta, de Alfonso La Pena, con 15 minutos de duración. A partir de ahí, protagonizó infinidad de teleteatros y telenovelas, entre ellos Puerta al Suspenso, Estudio K, Gran Teatro, Mi hermana la Nena y Amigos por siempre.
Coestelarizó las series La Nieta de Rafles con Carmelita Molina y El Ángel Blanco con la primera actriz Carmen Montejo.
Protagonizó diversos capítulos de Mujer, casos de la vida real y programas unitarios como Hogar Dulce Hogar, Salón de Belleza, Tres Generaciones, Aquí está la Chilindrina y La rosa de Guadalupe.
Ha sido dirigida por grandes directores de la talla de Luis de Llano Palmer, Fernando Soler, Jesús Valero, Ángel Garaza, Fernando Wagner, Luis Aragón, Rafael Banquells, José Rendón, Pedro Damián, Manolo García, Benjamín Cann y Mónica Miguel.

### Telenovelas
- Cuando me enamoro (2010 - 2011) .... Manuela.
- Amor real (2003) .... Juana Domínguez viuda de Palafox.
- Amigos por siempre (2000) .... Brígida Escobar.
- Tres mujeres (1999 / 2000) .... Eva de la Parra.
- Valentina (1993 / 1994) .... Amparo de Pérez
- Balada por un amor (1989 / 1990) .... Ángela Pérez.
- Pasión y poder (1988) .... Rosario.
- Bodas de odio (1983 / 1984) .... Rosario.
- Los ricos también lloran (1979 / 1980) .... Nana Ramona Pérez.
- Mi hermana la Nena (1976 / 1977) .... Paulina "la Nena" Guzmán.

### Series
- Embargado (2010) .... Abuela
- Los simuladores (2009) .... Adela.
- La rosa de Guadalupe (2008) .... Emma
- Mujer, casos de la vida real (1997)
- Aquí está la Chilindrina (1994) .... Madre Superiora

### Teatro
Pero a lo largo de su trayectoria profesional decidió centrarse en el teatro: 
En el mes de noviembre del año 1951, debutó en el Teatro de Bellas Artes con la obra Los empeños de una casa de Sor Juana Inés de la Cruz, bajo la dirección del Maestro Salvador Novo, en el papel protagónico de Doña Leonor. 
Su inquietud artística y versatilidad la condujeron a recitales de poesía, homenajes a las más insignes plumas de la literatura lírica: Federico García Lorca; Efraín Huerta; Bertol Brecht; Miguel Guardia; Sor Juana Inés de la Cruz y Lope de Vega, entre otros.
A estos roles protagónicos se suman muchos otros, en una serie de obras que parecieran incontables: Ricardo III, de William Shakespeare; Crimen y castigo, de Fiódor Dostoyevski; La loca de Chaillot, de J. Giraudeux; Las preciosas ridículas, de Molière; La Revelación, de Blanco Posnet; Electra, de O’Neill; La Casa sin Ventanas, de Julia Guzmán; Infàmia, de Lillian Helman; Por Lucrecia, de J. Giraudeux; Castigo Sin Venganza, de Lope de Vega; La vida es sueño, de Pedro Calderón de la Barca; La Manzana, de León Felipe; Una luna para el bastardo, de O’Neill (acompañada por la Sinfónica Nacional De Bellas Artes), La Maestra Milagrosa, La Jaula de Oro; Deliciosamente amoral, de Abilio Pencira; Detrás de esa Puerta, de Federico S. Inclán; Hotel Baltimore, de Landford Wilson; El Tejedor de Milagros, de Hugo Argüelles; La Maleta Misteriosa, de Rafael Solana; La Visita de la Vieja Dama, de F. Duremant; Luces de bohemia, de Ramón María del Valle-Inclán; La Casa de los Corazones Rotos, de George Bernard Shaw; Volpone, de Ben Jonson; Hotel Paradiso, de J. Giraudeux; Noche Decisiva en la Vida Sentimental, de Eva Iriarte, Héctor Mendoza; Pudo Haber Sido en Verona, de Rafael Solana; Opereta, de W. Gombrowicz; Heredarás el viento, de Lawrence y Lee; Qué Formidable Burdel, de Eugène Ionesco; Moctezuma II, de Sergio Magaña; El gesticulador, de Rodolfo Usigli; Alicia Tal Vez... de Rubén Leñero Ruiz; La muralla china; Las Alas Sin Sombra o La Historia de Cristo Rey, de Héctor Azar y Trampa De Muerte, de Ira Levin.
Muchos de estos montajes emprendieron giras nacionales y trascendieron de igual modo las fronteras de nuestro país; con la Compañía “Teatro Popular de México”, recorrió toda la República en los años 1973 y 1977. Debutó como una de las primeras actrices de base en la “Compañía Nacional de Teatro de Bellas Artes” en la que colaboró durante 10 años en México, Europa, América Central y América del Sur. 
En el año 1991, fue invitada a la Ciudad de Buenos Aires (Argentina) por la Compañía de Producciones del Señor Rafael Cohen a impartir una serie de conferencias sobre teatro. En el mes de noviembre del año 2001, con los Diálogos del Maestro Salvador Novo, realizó una gira por varios Estados de la República. Finalmente en el año 2011, fue invitada por el Instituto Nacional de Bellas Artes y Literatura para realizar la gira “Leo luego éxito” la cual realizada por varios meses ininterrumpidos por todo el país. 

### Cine
Se incorporó también a la pantalla grande en infinidad de películas como Había una vez una estrella con Pedro Fernández, Víctimas del pecado de Don Emilio Fernández, En la palma de tu mano, de Roberto Gavaldón, Manicomio de José Díaz Morales. También estelarizó El juego de la guitarra de José María Fernández Unsáin.

### Películas
- Había una vez una estrella (1989) .... Rita.
- El juego de la guitarra (1973)
- Manicomio (1959) .... Aurora

### Doblaje
- Jane Eyre (1943) - Una señora en la fiesta.
- El ocaso de una vida (1950) doblando a Norma Desmond (en la versión original el personaje fue interpretado por Gloria Swanson).
- All About Eve (1950) doblando a Margo Channing (en la versión original el personaje fue interpretado por Bette Davis).
- El manto sagrado (1953) doblando a Miriam.
- Johnny Guitar (1954) doblando a Vienna (en la versión original el personaje fue interpretado por Joan Crawford).
- De repente en el verano (1959) doblando a Mrs. Violet Venable (en la versión original el personaje fue interpretado por Katharine Hepburn).
- Doctor Zhivago (1965) doblando a Anna Gromeko (en la versión original el personaje fue interpretado por Siobhán McKenna).
- El crepúsculo de las águilas (1966) doblando a la Condesa Kaeti von Klugermann (en la versión original el personaje fue interpretado por Ursula Andress).
- Flint: Misión insólita - Elizabeth - Anna Lee - 1967
- Hombre - Jessie - 1967
- Tony Rome (1967) doblando a Ann Archer (originalmente por Jill St. John).

## Premios
| AÑO  | CATEGORIA                                    | PREMIO                                                                                                  |
| 1954 | MEJOR ACTRIZ.                                | Concurso Nacional del INBA con la obra: “La Casa sin Ventanas”.                                         |
| 1954 | ORQUÍDEA DEL CINE MEXICANO.                  | Por la Asociación Mexicana de Periodistas Cinematográficos.                                             |
| 1958 | MEJOR ACTRIZ.                                | Por la Asociación Mexicana de Críticos de Teatro con la obra de teatro “Una luna para el bastardo”.     |
| 1974 | RECONOCIMIENTO.                              | Por el Teatro Popular de México, con la obra de teatro: “El Tejedor de Milagros”.                       |
| 1977 | MEJOR ACTRIZ.                                | Por la Asociación Mexicana de Críticos de Teatro, con la obra de teatro “La Visita de la Vieja Dama”.   |
| 1979 | MENCIÓN ESPECIAL.                            | Por el Diario “El Fígaro”, por la obra de teatro “Ricardo III”.                                         |
| 1990 | TROFEO.                                      | En reconocimiento a su trayectoria artística por SOCICULTUR y el Gobierno de la Ciudad de México.       |
| 1991 | DIPLOMA DE RECONOCIMIENTO.                   | A su labor escénica durante 40 años, por la Asociación Mexicana de críticos de Teatro.                  |
| 1991 | HOMENAJE Y PLACA CONMEMORATIVA.              | Como reconocimiento a su labor escénica durante 40 años, por “La Carpa Geodésica”.                      |
| 1991 | DIPLOMA.                                     | En reconocimiento a su labor artística durante 40 años, por el diario “Claridades”.                     |
| 1992 | Medalla Yucatán.                             | Otorgada por el Gobierno del Estado, en reconocimiento a toda su trayectoria.                           |
| 1992 | DIPLOMA.                                     | En reconocimiento a su trayectoria artística, por la Asociación Nacional de Actores.                    |
| 1992 | Palma de Oro.                                | En homenaje a su trayectoria artística.                                                                 |
| 1992 | PLACA CONMEMORATIVA.                         | Otorgada por el Señor Emilio Azcárraga Milmo por su trabajo en la telenovela Los ricos también lloran.  |
| 1995 | MEJOR ACTRIZ DEL AÑO EN COMEDIA.             | Por la Asociación Mexicana de Críticos de Teatro, con la obra de teatro “Trampa de Muerte”.             |
| 2003 | GALARDÓN AL MÉRITO PROFESIONAL “SOL DE ORO”. | Como primera actriz coestelar del año por Amor real y reconocimiento a su larga y brillante trayectoria |

## Labor Social
Durante 27 años se dedicó a la par con su carrera al Servicio Social Voluntario. En el año 1970, fundó junto con Dolores del Río, María Eugenia Ríos, Socorro Avelar y Carmen Montejo, el grupo Rosa Mexicano, que nació de la preocupación por integrar a la mujer artista, en la Asociación Nacional de Actores. Más de 400 actrices se unieron a dicho movimiento para participar y apoyar a sus congéneres en la política sindical. Este grupo consiguió la creación de la estancia infantil Dolores del Río para los hijos de actores en el año 1973, así como la escuela primaria Rosa Mexicano, de la que Yolanda Mérida es vocal vitalicia.